# Filip von Saltza
Carl Anton Filip von Saltza, född 1 september 1811 i Tåby församling, Östergötlands län, död 13 mars 1883 i Stockholm, var en svensk greve, militär och hovman.

## Biografi
Filip von Saltza föddes 1811 på Mems slott i Tåby socken. Han var son till Edvard Fredrik von Saltza. von Saltza blev 13 oktober 1826 kadett vid Krigsakademien på Karlberg och utexaminerades 20 januari 1832. Han blev 11 februari 1832 kornett vid Skånska husarregementet och 28 september 1832 ordonnansofficer hos kungen. von Saltza blev 27 april 1841 kammarherre och tog 5 maj 1841 avsked från regementet med till stånd att kvarstå som underlöjtnant i armén. Han blev 6 november 1841 löjtnant i armén, 4 juli 1843 ryttmästare i armén och tog 26 april 1848 avsked ur krigstjänsten. von Saltza blev 16 juni 1849 kabinettskammarherre och blev 1856 tjänstfri vid hovet. Han utnämndes 28 januari 1862 till riddare av Carl XIII:s orden och blev 21 augusti 1863 överceremonimästare och introduktör för främmande sändebud. von Saltza avled 1883 i Stockholm.
von Saltza blev greve vid faderns död 1859.

### Familj
von Saltza gifte sig 17 juli 1843 på Marielund i Östra Vrams församling med stioftsjungfrun, grevinnan Christina Gustava De la Gardie (1822–1891), dotter till landshövdingen, greve Axel Gabriel De la Gardie och Maria Gustava Adlerbielke. De fick tillsammans barnen Herman Edvard Axel von Saltza (1844–1926), Fredrika Venceslaus von Saltza (1846–1867), Mariana Gustava Beata von Saltza (1848–1871), Hedvig Elisabet Cunigunda von Saltza (1853–1859), professorn Carl Fredrik von Saltza (1858–1905) och Jakob Ludvig von Saltza (1867–1925).

## Utmärkelser
- Riddare av Carl XIII:s orden,  28 januari 1862[1]
- Kommendör av första graden av Dannebrogorden,  28 maj 1873

[Redigera Wikidata]